# Nino Defilippis
Nino Defilippis (21. marts 1932 i Turin – 13. juli 2010) var en italiensk landevejscykelrytter, som vandt Lombardiet Rundt i 1958, ni etaper i Giro d'Italia, syv etaper i Tour de France og to etaper i Vuelta a España. Han vandt også bjergtrøjen i Vuelta a España 1956 og det italienske mesterskab i landevejscykling i 1956 og 1958.